# Chlorid nikelnatý
Chlorid nikelnatý (chemický vzorec NiCl2) je v bezvodém stavu zlatožlutá hygroskopická práškovitá látka a v závislosti na hydrataci se mění jeho barva, je dobře rozpustný ve vodě a také methanolu, ethanolu, glycerolu a diethyletheru. Dihydrát tvoří hnědožluté, tetrahydrát žlutozelené a hexahydrát sytě zelené krystaly. V přírodě se vzácně vyskytuje v podobě hexahydrátu jako minerál niklbischofit. Chlorid nikelnatý je výchozí sloučeninou pro další nikelnaté sloučeniny i chemické syntézy. Stejně jako další sloučeniny niklu je karcinogenní.

## Výroba
Chlorid nikelnatý se získává promýváním zbytků po výrobě niklu kyselinou chlorovodíkovou a průmyslově potom přímou syntézou chloru a niklu.
Ni + Cl2 → NiCl2
Pro získání bezvodé soli z hexahydrátu nelze využít tepelnou dehydrataci. Nejvýhodnější je vysušit ho pomocí thionylchloridu SOCl2 za tepla nebo za zahřívání v proudu plynného chlorovodíku HCl:
NiCl2·6 H2O + 6 SOCl2 → NiCl2 + 6 SO2 + 12 HCl
Dehydratace je doprovázena změnou barvy ze zelené na žlutou.

## Využití
Chlorid nikelnatý a jeho hydráty se využívají v organické syntéze:
- Jako slabá Lewisova kyselina např. pro regioselektivní izomeraci dienolů:

- V kombinaci s chloridem chromnatým CrCl2 pro reakci aldehydů s vinyljodidem za vzniku allylových alkoholů.
- Pro bezproudé niklování železa a oceli, mědi a mosazi.
- Selektivní snížení přítomnosti tetrahydridohlinitanu lithného LiAlH4, např. pro konverzi alkenů na alkany.
- Jako prekurzor „boridu niklu“, připravený přímo v reakční směsi z NiCl2 a NaBH4. Toto činidlo se chová jako Raneyův nikl a stejně jako on má také vysokou katalyzační schopnost pro hydrogenaci nenasycených karbonylových sloučenin.
- V jemně práškové podobě niklu získané redukcí zinkem jako prekurzor k redukci aldehydů, alkenů a nitroaromatických sloučenin. Toto činidlo také umožňuje reakce dvou alkylhalogenidů – 2RX → RR, kde R = aryl, vinyl.
- Jako katalyzátor pro výrobu dialkylarylfosfátů z fosfitů a aryljodidu:

ArI + P(OEt)3 → ArP(O)(OEt)2 + EtI